# Trichosphaerella tuberculata
Trichosphaerella tuberculata är en svampart som beskrevs av Samuels 1983. Trichosphaerella tuberculata ingår i släktet Trichosphaerella och familjen Niessliaceae.   Inga underarter finns listade i Catalogue of Life.